# Měrovice nad Hanou
Měrovice nad Hanou là một làng thuộc huyện Přerov, vùng Olomoucký, Cộng hòa Séc.